# Prăvăleni, Hunedoara
Prăvăleni este un sat în comuna Vața de Jos din județul Hunedoara, Transilvania, România.

## Vezi și
- Biserica de lemn din Prăvăleni

## Galerie de imagini

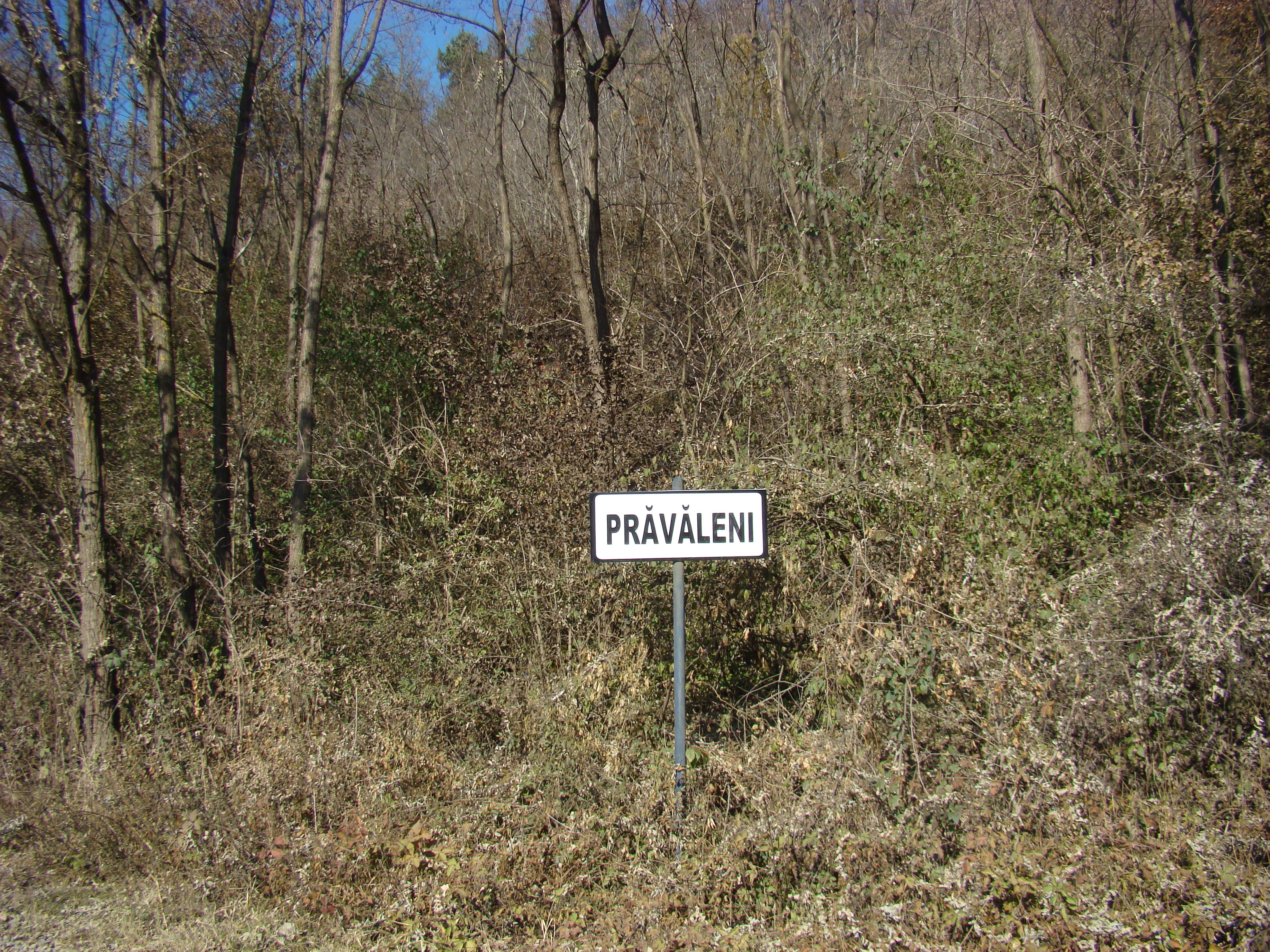
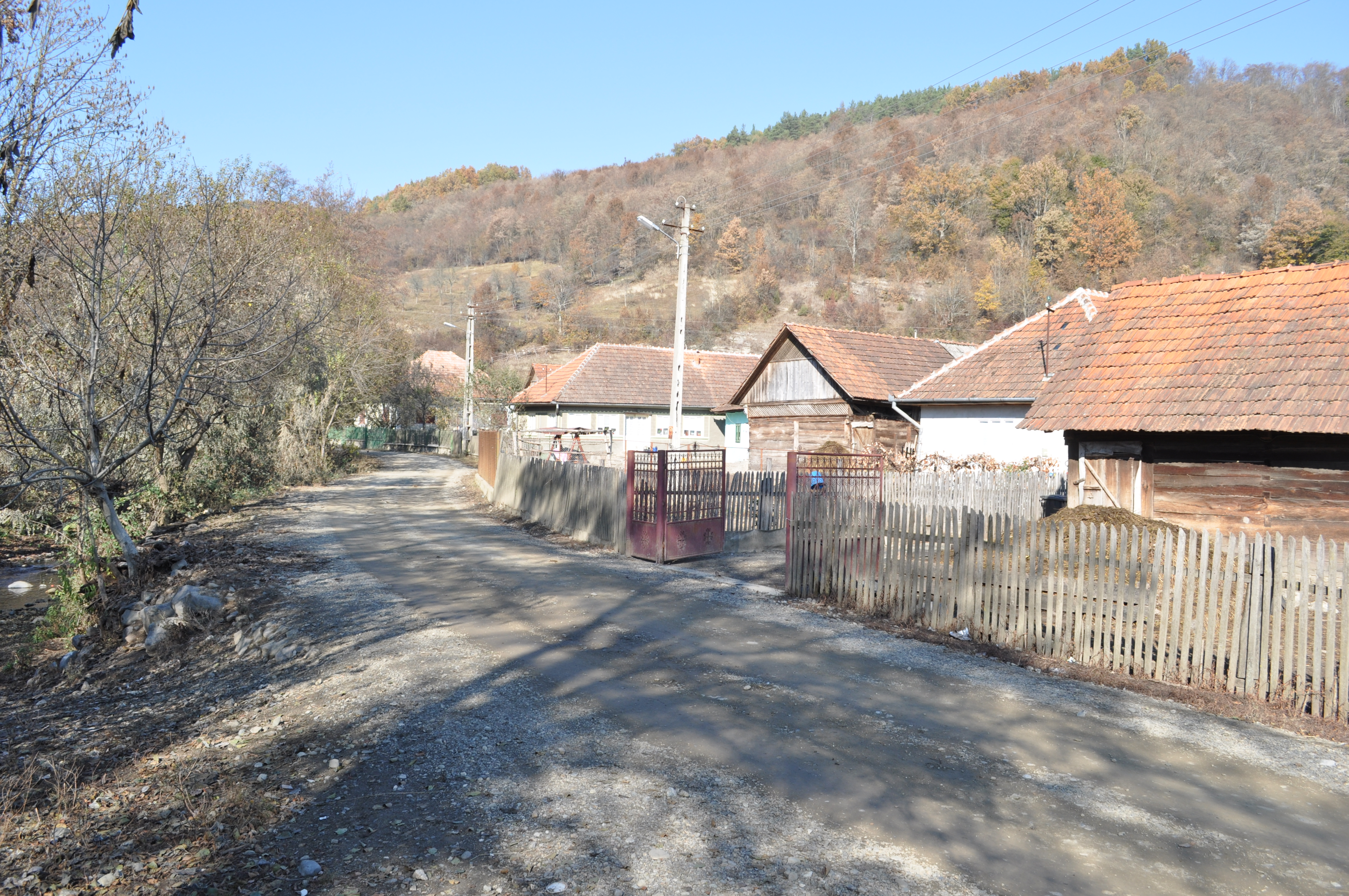
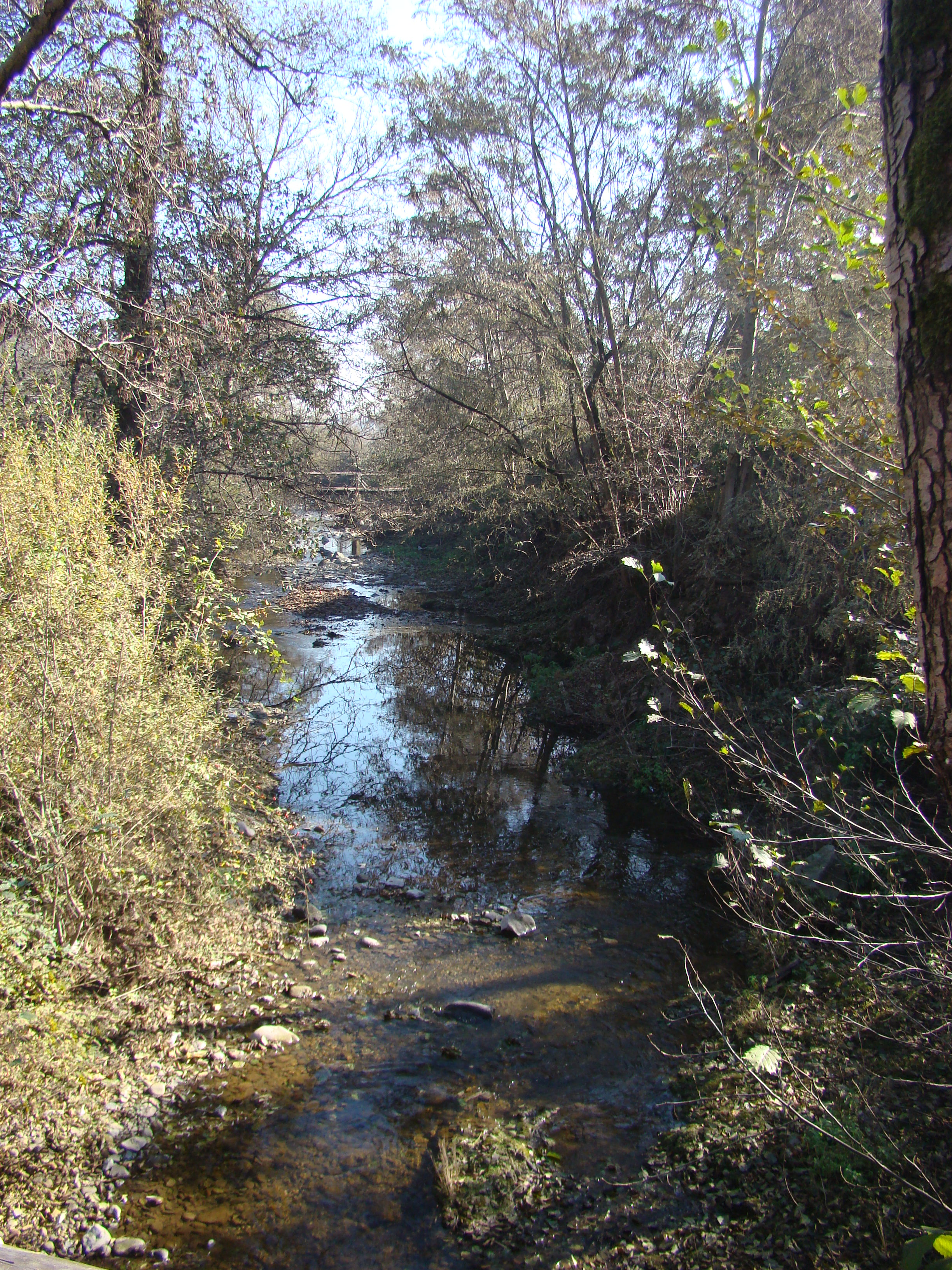
Râul Prăvăleni
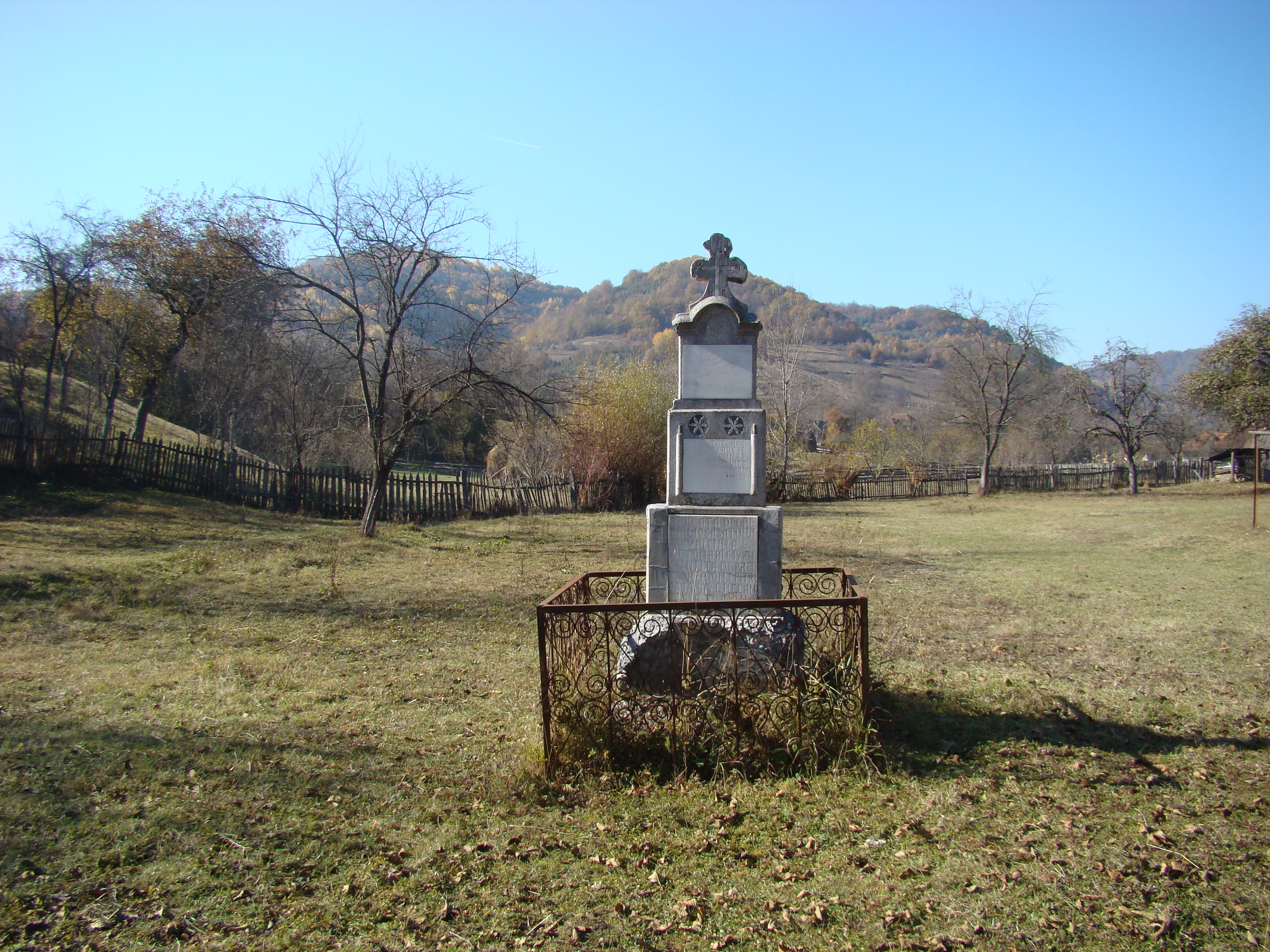
Monumentul Eroilor